# アル・プラザ津幡
アル・プラザ津幡（アル・プラザつばた）は、石川県河北郡津幡町にあるショッピングセンター。

## 概要
2002年（平成14年）6月27日に開業した、平和堂を核店舗とする地域主導型ショッピングモールである。かつては津幡町内に「スカール」（ジャスコも入居していた）というショッピングセンターがあったが、2001年（平成13年）1月28日を以って一部テナントを除いて閉店し、その1年半後にアル・プラザ津幡が開業している。
なお、アル・プラザ津幡は2018年（平成30年）に改装工事が行われ、同年9月22日にリフレシュオープンした。

## フロア構成
| 階   | アル・プラザ津幡フロア概要   |
| ---- | ---------------------------- |
| 屋上 | 駐車場                       |
| 2階  | ファッションと専門店のフロア |
| 1階  | 食品・暮らしと専門店のフロア |

（フロア構成の出典：）

## 主な専門店
店舗はアル・プラザ内と平面駐車場内にあるため、分類して解説する。

### アル・プラザ内
- ダイソーアルプラザ津幡店
- 黒川クリーニング社 アルプラザ津幡店
- ケンタッキーフライドチキン アル・プラザ津幡店
- ミスタードーナツ アルプラザ津幡ショップ

### 平面駐車場内
- ケーズデンキ 津幡店
- 超寝具店ヌノヤ 津幡アルプラザ店
- マクドナルド 津幡アルプラザ店
- カルビ大将 津幡店
- 祥楽の湯 津幡店（極楽湯グループ）
- アポロステーション ガソリンショップ津幡SS
- スギドラッグ 津幡店
- 加賀谷商事カーメンテナンスD-1 アル・プラザ津幡店

## 駐車場
- 平面駐車場と立体駐車場（屋上）がある。

## 交通アクセス
- JR七尾線・IRいしかわ鉄道線津幡駅より徒歩10分。

## 競合店舗
- イオンモールかほく（旧：イオンかほくショッピングセンター）（イオンスタイルかほく店（旧：イオンかほく店））
- イオン金沢店（旧：金沢サティ）
- PLANT3津幡店
- コメリパワー津幡店
- ラ・ムー津幡店